# Вятичи

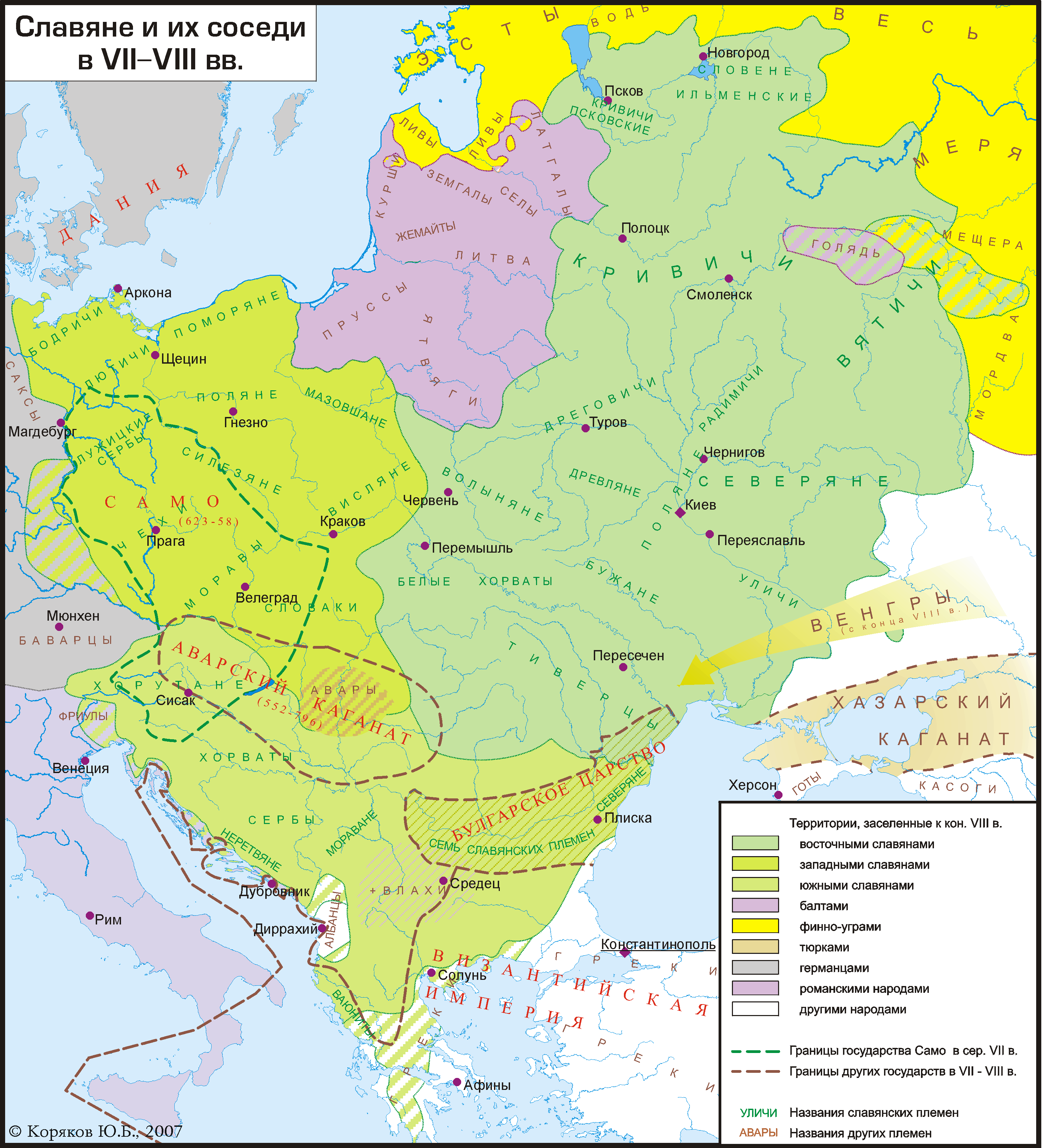
Вятичи между кривичами, радимичами, северянами и финно-угорскими племенами, VII—VIII века

Вя́тичи (др.-рус. и церк.-слав. вѧти́чи) — восточнославянский племенной союз, населявший в VIII—XIII веках бассейн Верхней и Средней Оки и Верхнего Дона (на территории современных Московской, Калужской, Орловской, Рязанской, Тульской и Липецкой областей).
Археологические памятники представлены борщёвской археологической культурой.

## Этимология
Согласно народно-этимологической версии, приведённой в «Повести временных лет», название вятичи произошло от имени родоначальника племени, Вятко, — уменьшительной формы от славянского имени Вячеслав:

Поляне же, жившие сами по себе, как мы уже говорили, были из славянского рода и назвались полянами, и древляне произошли от тех же славян и назвались древляне; радимичи же и вятичи — от рода ляхов. Были ведь два брата у ляхов — Радим, а другой — Вятко. И пришли и сели: Радим на Сожи, и от него прозвались радимичи, а Вятко сел с родом своим по Оке, от него получили свое название вятичи.
Оригинальный текст (церк.-сл.)
Полѧномъ живущимъ о себѣ, ѩкоже рекохомъ, сущiи от рода словѣньска и наркошасѧ полѧне, а деревлѧне от словенъ же и нарекошасѧ древлѧне; радимичи бо и вѧтичи от лѧховъ. Бѧста бо два брата в лѧсѣхъ: Радимъ, а другый Вѧтко, и, пришедша, сѣдоста: Радимъ на Съжю, и прозвашасѧ радимичи, а Вѧтко сѣде своимъ родомъ по Оцѣ, от него прозвашасѧ вѧтичи.

Такой тип эвгемеризма, как выведение названия племени от имени его прародителя, был свойственен средневековой христианской книжности.
Одна из научных гипотез связывает происхождение этнонима с индоевропейским корнем *ven-t «мокрый, влажный» (праслав. *vet).
На сегодняшний день наиболее актуальной является версия о том, что название вятичей (*vętitji) восходит к корню праслав. *vęt- «большой» (ср. др.-рус. вѧче «больше»; к тому же корню восходят слова Вячеслав «большой славой», Вятка «большая [река]»), и, в конечном счёте, сопоставимо с такими этнонимами, как венеды (венеты) и вандалы, наряду с этнонимом вятичи восходящими к этнониму с индоевропейским корнем *wenət-, *wonət-, первоначально принадлежавшему какой-то одной западноиндоевропейской группировке.

## География
По данным археологии территория вятичей имела следующие границы. Юго-западная граница вятичей проходит по водоразделу Оки и Десны. В верховьях Десны и её притоков, а также в бассейнах притоков Оки, Жиздры и Угры, выделяется полоса, где вятичские курганы соседствуют с кривичскими, памятники с находками семилопастных височных колец вятичей соседствуют с находками браслетообразных завязанных височных колец кривичей смоленско-полоцких.
Затем граница вятичей проходит вдоль долин Угры и Оки вплоть до впадения Москвы в Оку, минуя бассейны Протвы и Нары. Далее граница расселения вятичей следует на северо-запад вдоль правых притоков до верховьев Москвы-реки (где также встречаются памятники кривичей), а потом поворачивает на восток по направлению к верховьям Клязьмы. При впадении Учи в Клязьму граница поворачивает на юго-восток и идёт сначала по левому берегу Москвы, а затем Оки. Крайняя восточная граница распространения семилопастных височных колец — Переяславль-Рязанский.
Далее граница распространения вятичей идёт к верховьям Оки, включая бассейн Прони. Верхнее течение Оки целиком занято вятичами. Обнаружены также отдельные археологические памятники вятичей на верхнем Дону, на территории современной Липецкой области.

## Летописные упоминания
Помимо «Повести временных лет», вятичи упоминаются (как В-н-н-тит) и в более раннем источнике — письме хазарского царя Иосифа сановнику Кордовского халифа Хасдаю ибн Шапруту (960-е годы).
В арабо-персидских источниках упоминается страна Вантит. Персидский автор Гардизи писал о ней так: «И на крайних пределах славянских есть мадина, называемая Вантит (Ваит, Вабнит)». Арабское слово «мадина» могло означать и город, и территорию, ему подвластную, и всю округу. В «Худуд аль-алам» говорится, что некоторые из жителей первого города на востоке (страны славян) похожи на русов. Повествование идет о тех временах, когда здесь ещё не было русов, и земля эта управлялась своими князьями, которые именовали себя «свиет-малик». Отсюда шла дорога в Хазарию, в Волжскую Булгарию, и только позднее, в XI веке, состоялись походы Владимира Мономаха.
Тема страны Вантит нашла место и в текстах скандинавского летописца и собирателя саг Снорри Стурлусона.

## Происхождение
Согласно «Повести временных лет», вятичи и радимичи были «от рода ляхов», то есть западных славян.
По археологическим наблюдениям, расселение вятичей происходило с территории Днепровского левобережья или даже с верховьев Днестра (где обитали дулебы).
Большинство исследователей считает, что субстратом вятичей являлось местное балтское население. Предшественниками славянского населения в бассейне верхней Оки были представители сложившейся к III—IV векам мощинской культуры. Такие особенности культуры, как домостроительство, обрядность, керамический материал и украшения, в частности вещи, инкрустированные цветными эмалями, позволяют отнести её носителей к балтоязычному населению. Археолог Т. Н. Никольская, посвятившая большую часть своей жизни археологическим исследованиям территории бассейна Верхней Оки, в своей монографии «Культура племён бассейна Верхней Оки в I тысячелетии нашей эры» также сделала вывод о том, что верхнеокская культура близка к культуре древних балтов, а не финно-угорского населения.

## История

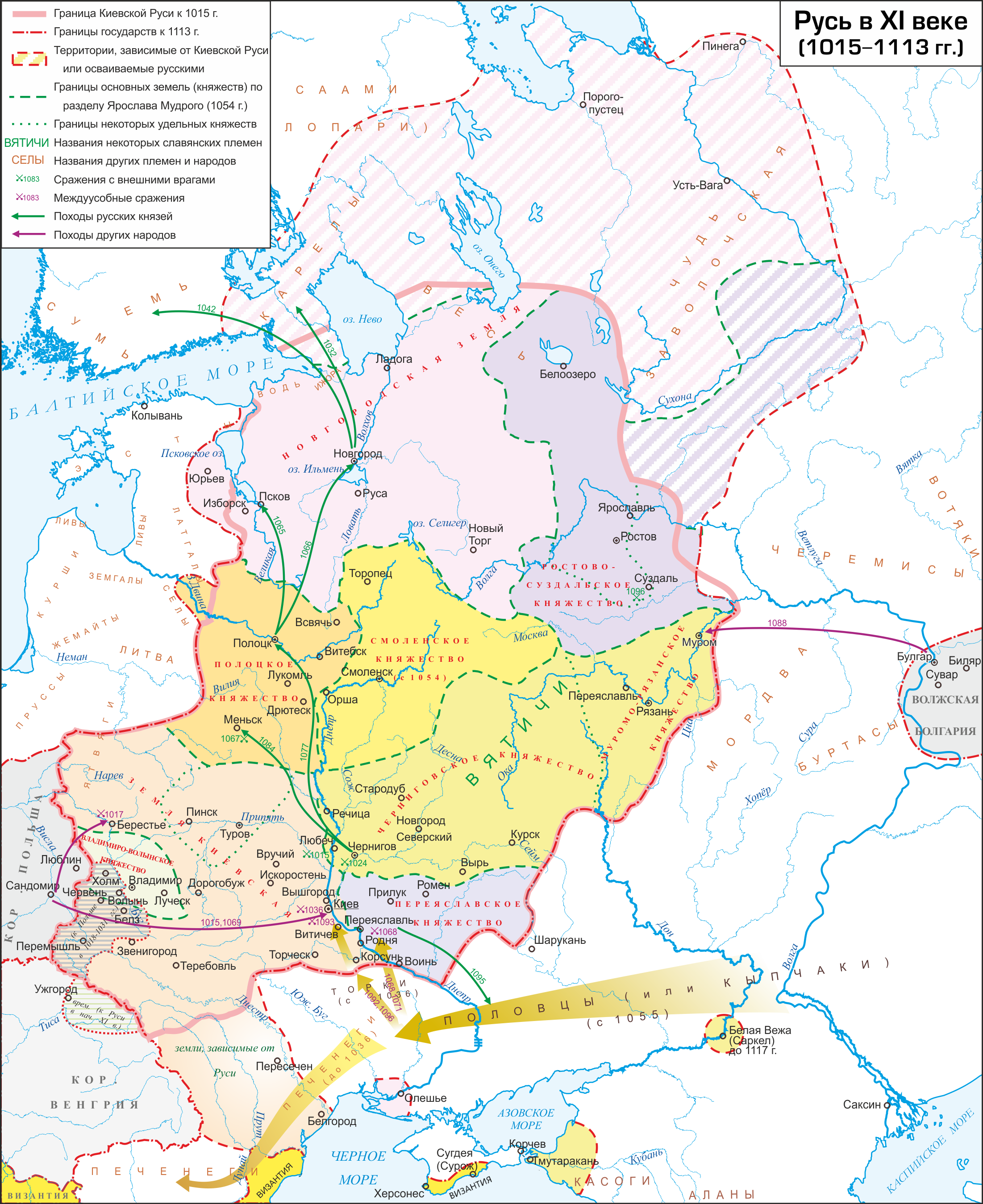
Вятичи под властью Черниговского княжества в XI веке

Вятичи населяли бассейн Оки к началу IX века. Согласно «Повести временных лет», в IX — середине X века вятичи выплачивали дань Хазарии по шелягу (предположительно, серебряной монете) с сохи. Как и у прочих славян, управление осуществлялось вечем и князьями. Находки многочисленных монетных кладов свидетельствуют об участии общин в международной торговле.
Ко времени утверждения князем Олегом Вещим в IX веке Древнерусского государства (из полян, словен, кривичей, радимичей, северян, дреговичей и древлян) со столицей в Киеве вятичи не входили в состав Древнерусского государства.
В 964—966 (либо 968—969) годах в результате походов князя Святослава вятичи были впервые подчинены Киевской Руси. Сын Святослава — Владимир — вновь воевал с вятичами и наложил на них дань в 981 году. Они восстали, и в 982 году их пришлось завоёвывать снова. До конца XI века они сохраняли определённую политическую самостоятельность: упоминаются походы против вятичей князей этого времени. В «Поучении Владимира Мономаха» упомянуты предводители вятичей — Ходота с сыном: «А въ вятичи ходихом по две зиме на Ходоту и на сына его, и ко Корьдну, ходихъ 1-ю зиму» (между 1078 и 1084 годами).
Во время усобиц XII века упоминаются города вятичей, возникшие в более ранние эпохи. По мнению Б. А. Рыбакова, главным городом вятичей был Корьдно (Кордно) (отождествляется с селением Корно Мосальского уезда, ныне — село Корное Мосальского района Калужской области).
Земли вятичей были поделены между Черниговским, Ростово-Суздальским и Рязанским княжествами. В последний раз вятичи упоминаются летописью под своим племенным именем в 1197 году.
Археологически наследие вятичей в культуре русского населения прослеживается до XVII века.

## Археология

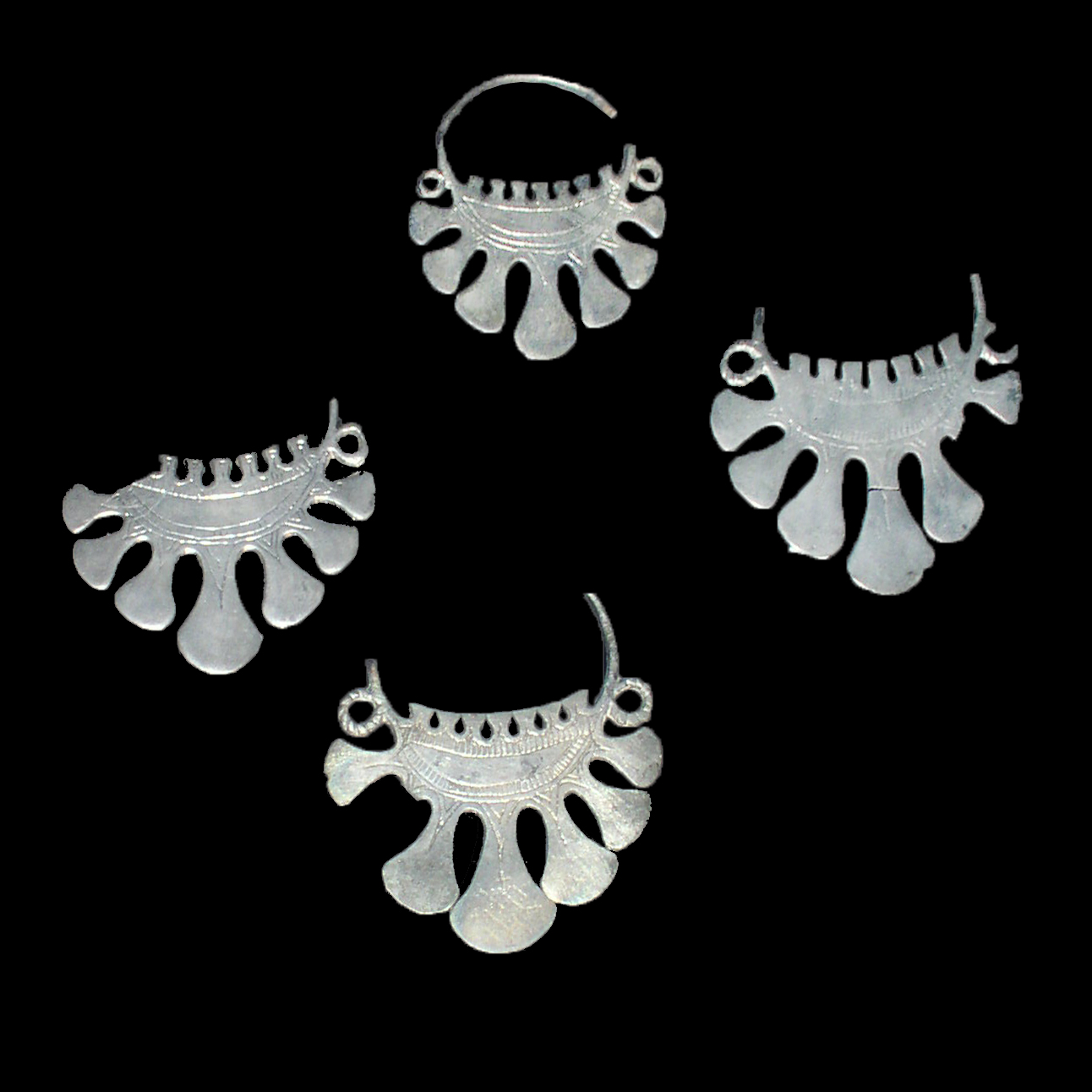
Височные кольца вятичей. Серебро. Литьё, гравировка. XII—XIII вв.

С VIII века начинается заселение верховьев Оки славянским населением, мощинская культура сменяется археологической культурой, которая сопоставляется учёными с роменской и борщёвской. Об этом говорят культурные элементы в домостроительстве и керамике, характерные для славян. Считается, что при этом балты не покинули прежних мест расселения, а переняли некоторые обычаи у пришедших славян. Так, под влиянием представителей мощинской культуры у славян появляется традиция хоронить умерших в курганах, ранее для них не характерная, как и обычай сооружения кольцевых оград. Характерные особенности славянской культуры верхнего Поочья VIII—X веков — это керамика, близкая по характеристикам к роменской, и лепная посуда (горшки, миски и сковороды), большая часть которой не имеет орнаментов, меньшая имеет орнаментацию, аналогичную роменской.
В верховьях Оки, до впадения в неё Угры, процесс ассимиляции протекал наиболее интенсивно и завершился к XI—XII векам.
Вятичи внесли значительный вклад в славянскую колонизацию Волго-Окского междуречья. Продвижение вятичей на северо-восток вдоль долин Оки, а затем Москвы происходит с IX—X веков. Об этом говорят открытия нескольких селищ с лепной керамикой в Серпуховском, Каширском и Одинцовском районах Московской области. При этом славянская колонизация не происходит в бассейнах Нары и Протвы. Указанный период характеризуется высокой плотностью славянских курганов с типичными для вятичей семилопастными височными кольцами. Наибольшее число таких захоронений обнаружено в бассейне Москвы. Граница ареала вятичей и кривичей прошла по водоразделу Москвы и Клязьмы. Вятичи освоили большую часть будущей Рязанской земли, однако не стали преимущественным славянским населением на нижней Оке, в районе Мурома, где преобладали кривичи.

## Палеогенетика
Митохондриальную гаплогруппу V1a1 определили у женщины DR34 из вятичского кургана могильника Кременье в Подмосковье, жившей во второй четверти XII века.

## Поселения
Жилища вятичей представляли собой землянки (4 метра на 4 метра), обложенные изнутри деревом; над землёй возвышались бревенчатые стены с двускатной крышей. Поселения располагались на больших расстояниях друг от друга и, как правило, по берегам рек. Многие деревни были окружены глубокими рвами. Землю, выкопанную изо рва, вятичи сваливали в вал, укрепляя его досками и сваями, а затем утрамбовывали, пока стена не доходила до желаемой высоты. В стене делали вход с прочными воротами. Перед входом через ров перекидывали деревянный мост. Остатки укреплённых поселений археологи называют городищами, а неукрепленных — селищами.
Известны городища вятичей в Глазуновском районе Орловской области (Тагинское городище), на территории Кремля в Москве, в Рязани (Старая Рязань).
Позднее вятичи начали строить срубные дома, которые одновременно являлись жильём и защитным сооружением. Срубной дом был выше полуземлянки, часто строился в два этажа. Его стены и окна украшались резьбой, что производило сильное эстетическое впечатление.

## Хозяйство
Вятичи занимались охотой (пушниной они платили дань хазарам), сбором мёда, грибов и диких ягод. Они также занимались подсечным земледелием, позднее — пашенным (просо, ячмень, пшеница, рожь), скотоводством (свиньи, коровы, козы, овцы). Во все времена вятичи были отличными землепашцами и умелыми воинами. В хозяйстве вятичи использовали железные топоры, сохи, серпы, что указывает на развитое кузнечное дело и металлургию.

## Верования
Вятичи долгое время оставались язычниками. В XII веке ими был убит христианский миссионер Кукша Печерский (предположительно 27 августа 1115 года). Поздняя легенда сообщает о принятии христианства в некоторых местах только в начале XV века:

в 1415 году, в княжение великого князя Василия Дмитриевича, сына Донского, мценяне не признавали ещё истинного Бога, почему и посланы были в том году, от него и митрополита Фотия, священники, со множеством войск, для приведения жителей в истинную веру. Мценяне ужаснулись, стали воевать, но вскоре поражены были слепотой. Посланные начали склонять их к принятию крещения; убеждённые тем некоторые из мценян: Ходан, Юшинка и Закей крестились и, прозрев, обрели Крест Господень, иссечённый из камня, и резной образ Николая чудотворца, в виде воина, державшего в руке ковчег; тогда, поражённые чудом, все жители города спешили принять святое крещение.

## Погребения (курганы)

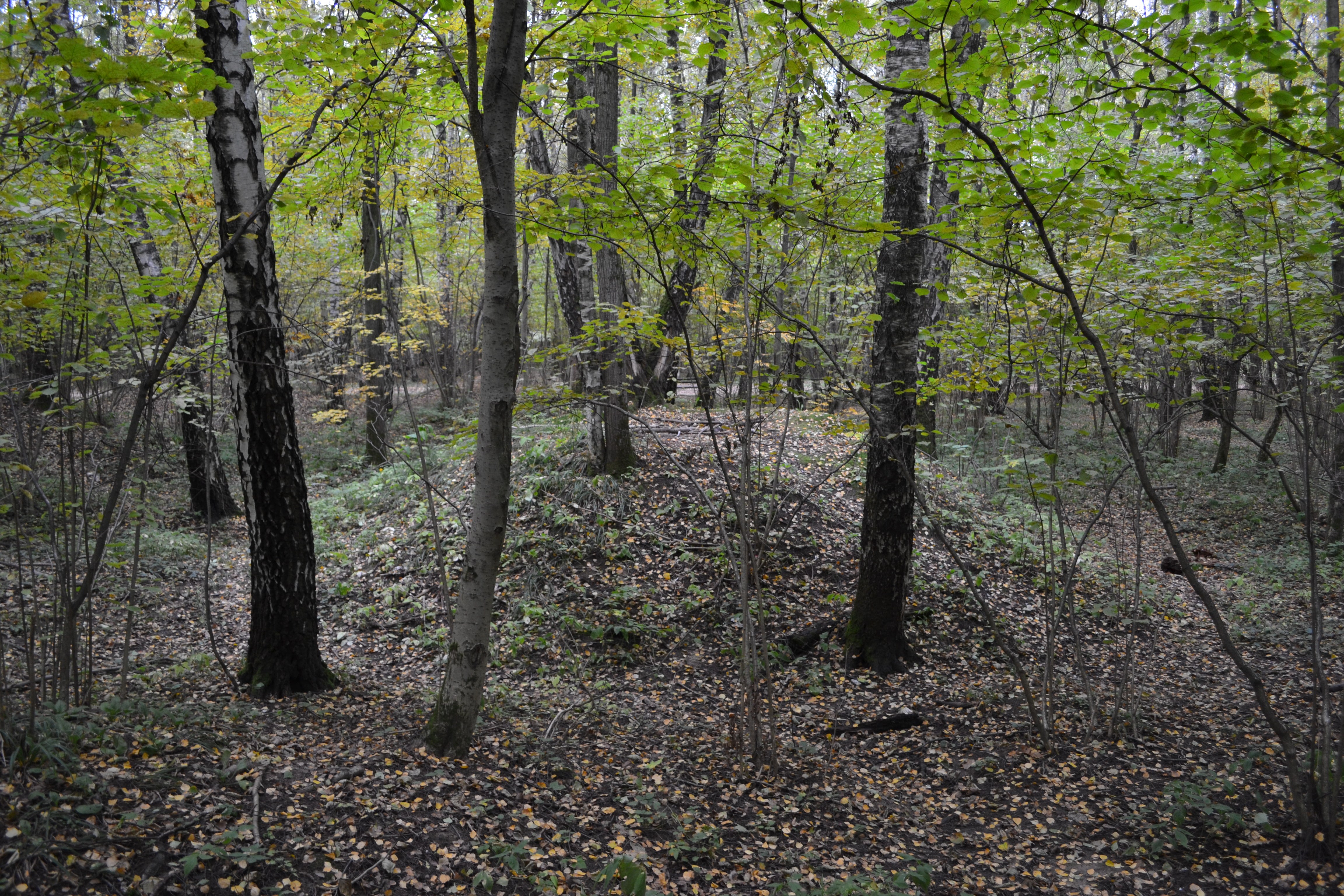
Курган вятичей в ландшафтном заказнике Тёплый Стан (Москва)

Над мертвыми вятичи совершали тризну, а затем кремировали, возводя над местом погребения небольшие курганные насыпи. Это подтверждается археологическими раскопками в бассейне Москвы. Отличительной чертой женских захоронений вятичей считаются семилопастные височные кольца. О балтском влиянии на вятичей (через местные племена мощинской культуры) также говорят характерные украшения — шейные гривны, которые не принадлежат к числу распространённых украшений в восточнославянском мире X—XII вв. Только у двух племён — радимичей и вятичей — они получили относительно широкое распространение.
Среди вятичских украшений есть шейные гривны, неизвестные в других древнерусских землях, но имеющие полные аналогии в летто-литовских материалах. В XI—XII веках курганы этого региона имеют уже характерный вятичский облик, погребения ориентированы головой к западу, в отличие от балтских, для которых типична ориентировка на восток. Также славянские погребения отличаются от балтских групповым расположением курганов (до нескольких десятков).
«Повесть временных лет» так описывает погребальный обряд вятичей:

И если кто умрёт, совершают над ним тризну. После неё складывают большой костёр, кладут на него мертвеца и сжигают. После этого, собрав кости, складывают их в малый сосуд и ставят на столбе у дороги. Так делают вятичи и ныне. Такому же обычаю следуют и кривичи, и прочие язычники.
Оригинальный текст (древнерусск.)И аще къто умьрѧще, творѧху тризну надъ нимь, и посемъ сътворѧху краду велику, и възложаху на краду мьртвьца, и съжьжаху, и посемь, събьравъше кости, възложаху въ судину малу, и поставлѧху на стълпѣ на путьхъ, еже творѧть Вѧтичи и нынѣ. Сиже творѧху обычаѩ и Кривичи и прочии погании.

## Антропологический облик
Антропологически вятичи, по мнению Т. И. Алексеевой, располагаются в пределах европеоидных величин. Они имели длинный череп, узкое, ортогнатное, хорошо профилированное в горизонтальной плоскости лицо и довольно широкий средневыступающий нос с высоким переносьем, долихокранию. Выделяются шесть локальных групп вятичей, которые обнаруживают весьма значительное сходство по большинству признаков. Наиболее типичными для вятичей, по-видимому, следует считать те черты, которые характеризуют средневековое население, жившее по верхнему и среднему течению реки Москвы и в междуречье Москвы и Клязьмы. Также вятичи, живущие по нижнему течению р. Москвы и в бассейне Пахры, являются наиболее узколицыми. А вятичи с самой западной территории их расселения (среднее течение реки Угры) отличаются сильно выраженной долихокранией, относительно широким и наиболее профилированным лицом. Последняя группа обнаруживает явное сходство со смоленскими кривичами. Вятичи по некоторым признакам входят в пределы вариаций этих признаков к этническим группам Кавказа, помещаясь, однако, среди минимальных их значений. Г. Ф. Дебец, используя данные Т. А. Трофимовой, касающиеся вятичей, в сводной работе по палеоантропологии СССР (1948) считал, что следует говорить о небольшой субуральской примеси у восточных вятичей. В целом, комплекс расоводиагностических признаков позволяет отнести вятичей к европеоидной расе.
Известный антрополог В. В. Бунак относил большинство вятичей к северопонтийскому типу.

## Диалектные особенности
По мнению Сергея Львовича Николаева, диалекту вятичей были свойственны следующие особенности, поныне прослеживающиеся на древних вятичских землях:
- отражение исконного начального *kv- в позиции II палатализации в виде т’в (т’в’ет, т’в’аток, т’в’ас’т’и), что напоминает трактовку в западнославянских языках.
- Конечное ударение особого класса слов женского рода с суффиксом ja («школьное» I склонение): туча́, воля́, буря́ и т. п. Сергей Львович Николаев сопоставляет ударения типа туча́ с лехитскими формами и предполагает связь правятичских говоров с пралехитскими (ср. летописное указание на происхождение вятичей от «ляхов»).
- Особая система распределения форм 3 лица единственного и множественного числа настоящеro времени с окончанием -t'/-t и с нулевым окончанием. Например: единственное число ста́не — множественное ста́нут, единственное несе́ — множественное несу́т, единственное хо́ди — множественное ходю́ть, единственное сиди́ть — множественное сидя́. Это отсутствие -tь в множественном числе опять-таки сближает говоры вятичского региона с западнославянскими и особенно лехитскими[38].